# Walter Iwan
Walter Karl Artur Iwan (* 1. Oktober 1901 in Kattowitz; † 3. Februar 1982 in Weimar) war ein deutscher Jurist, Schriftsteller und Bibliothekar.

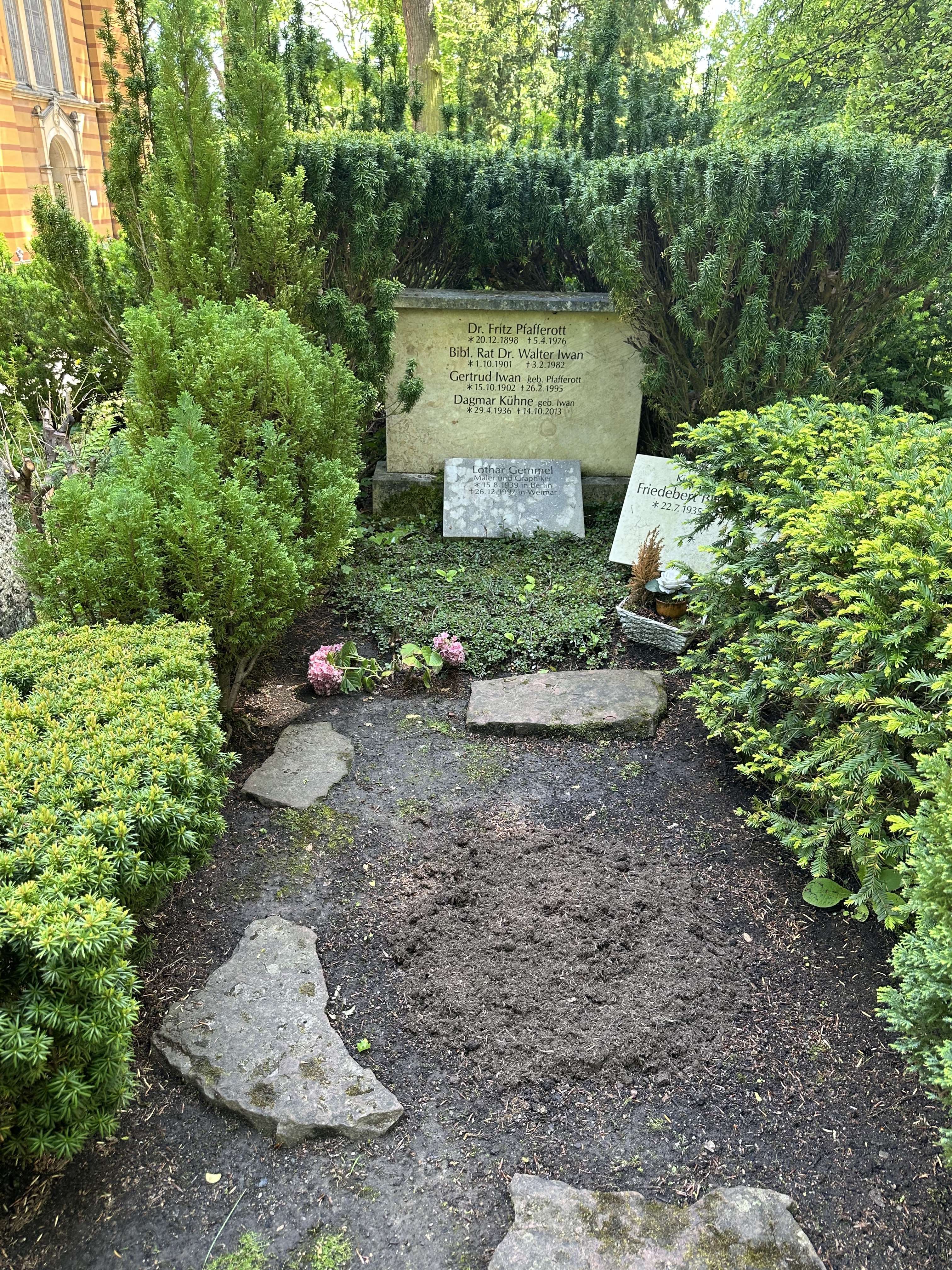
Grab auf dem Historischen Friedhof

Walter Iwan promovierte in Breslau zum Stiftungsrecht. In den 1930er Jahren war er in Berlin an der Friedrich-Wilhelms-Universität am Geographischen Institut tätig. Iwan war an der von der geographischen Fachschaft herausgegebenen Reihe Berliner Geographischen Arbeiten beteiligt. Er schrieb u. a. Reise- und Länderführer, etwa zu Island. 1935 heiratete er in Berlin die Bibliothekarin Gertrud Pfafferott (1902–1995). Nach dem Krieg wurde er in Weimar sesshaft. Iwan war 1960/61 kommissarischer Leiter der Herzogin-Anna-Amalia-Bibliothek in Weimar, wo sein Hauptwirkungsort war. Als Bibliotheksrat i. R. war er an der Ausgabe des vierten Bandes des Deutschen Literatur-Lexikons beteiligt.
Walter Iwan wurde in Weimar auf dem Historischen Friedhof bestattet.

## Werke (Auswahl)
- Die Haftung des Stifters bei Stiftungen unter Lebenden vor und nach Genehmigung der Stiftung. Diss. Breslau 1926.
- Island 1935: Ein historischer Landes- und Reiseführer. Berlin-Neukölln 1935. Neuauflage, Europäischer Hochschulverlag, 2010, ISBN 978-3-86741-494-4.
- Island, Studien zu einer Landeskunde. (= Berliner Geographische Arbeiten. Heft 7). Engelhorn, Stuttgart 1935.
Zugleich: Berlin, Univ., Diss.,  Mier & Glasemann, Berlin-Neukölln 1935.
- Über Löss und Flugsand in Island. In: Zeitschrift der Gesellschaft für Erdkunde zu Berlin. 1937, S. 177–194 (ISSN 1614-2055).
- Walter Iwan (Hrsg.): Das Golmer Luch. (= Berliner Geographische Arbeiten. Heft 18). Kommissionsverlag von J. Engelhorns Nachf., Stuttgart 1939.
- mit Albrecht von Heinemann und Walther Scheidig: Weimar; ein Führer durch die Stadt der Klassik. Weimar 1957.
- Den Manen Goethes. Gedenkreden von 1832 bis 1949. Gustav Kiepenheuer Verlag, Weimar 1957.
- mit Albrecht von Heinemann und Walther Scheidig: Buchenwald. Ein Führer durch die Mahn- und Gedenkstätte. Volksverlag, Weimar 1962.